# Національний конгрес Палау
Національний конгрес Палау (англ. Palau National Congress, палаус. Olbiil era Kelulau) — двопалатний парламент Палау, найвищий законодавчий орган державної влади. Складається з Палати делегатів Палау і Сенату Палау. Будівля парламенту розташована в штаті Мелекеок.

## Структура
Палату делегатів Палау, нижню палату парламенту, представляє 16 членів від кожного з 16 штатів Палау. Верхню палату Національного конгресу, Сенат Палау, представляють 9 сенаторів. Члени обох палат обираються на чотирирічний термін загальним голосуванням.

## Бібліотека Конгресу Палау
Також в будівлі Конгреса Палау розташована Бібліотека Конгресу Палау, заснована в 1981 році. Нині бібліотека зберігає близько 5000 томів книг.